# Stolperstein von Wurmannsquick

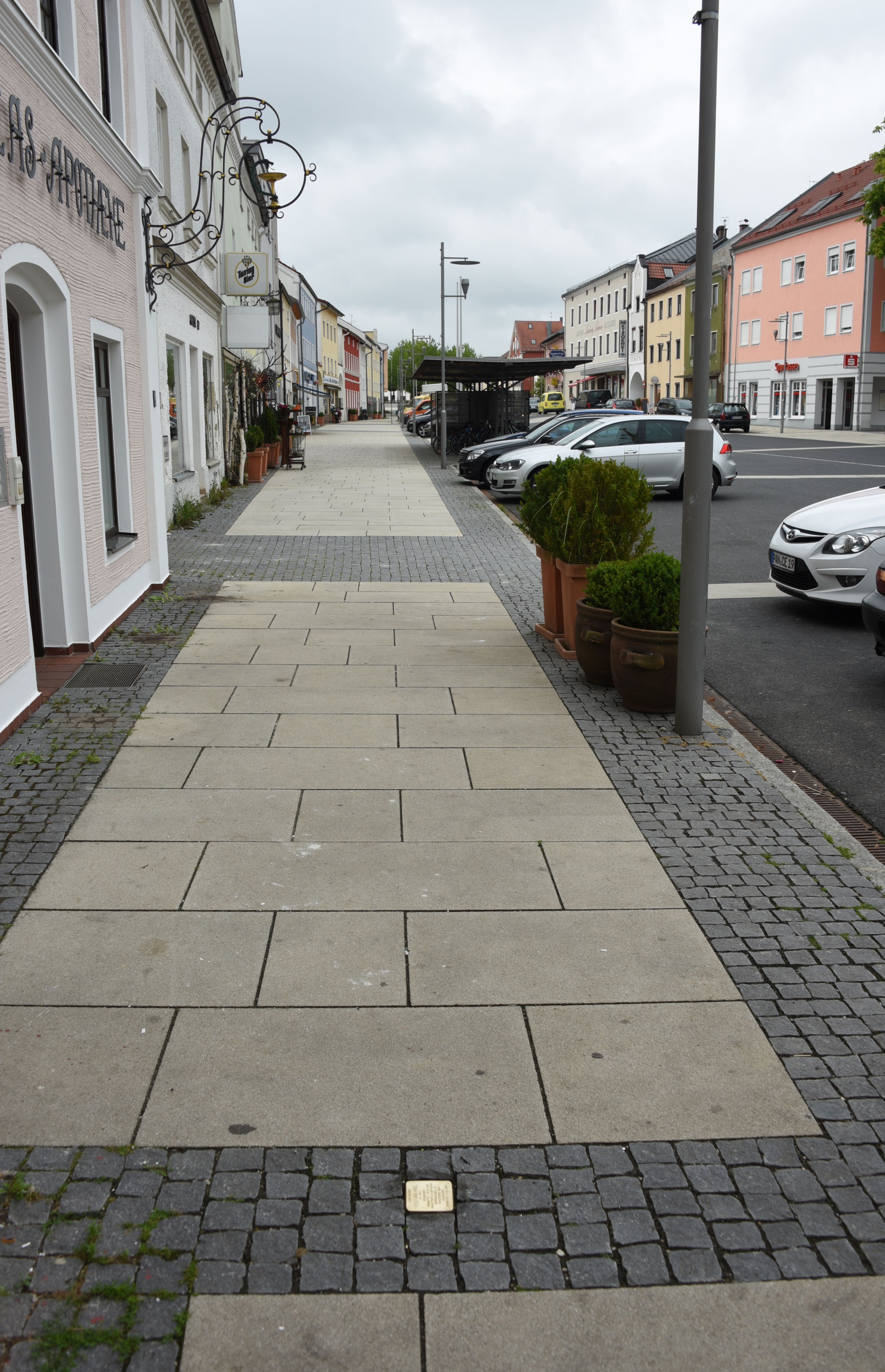
Stolperstein für Wolfgang Kroll

Der Stolperstein von Wurmannsquick ist Wolfgang Kroll gewidmet. Stolpersteine werden vom Kölner Künstler Gunter Demnig in weiten Teilen Europas verlegt. Sie erinnern an das Schicksal der Menschen, die von den Nationalsozialisten ermordet, deportiert, vertrieben oder in den Suizid getrieben wurden, und liegen im Regelfall vor dem letzten selbstgewählten Wohnsitz des Opfers. Auf der Oberseite der Betonquader mit zehn Zentimeter Kantenlänge ist eine Messingtafel verankert, die Auskunft über Namen, Geburtsjahr und Schicksal der Personen gibt, derer gedacht werden soll. 
Bislang wurde nur ein Stolperstein in Wurmannsquick verlegt.

## Stolperstein
| Stolperstein | Inschrift | Verlegeort      | Name, Leben |
| ------------ | --- | --------------- | --- |
|              | HIER WOHNTE WOLFGANG KROLL JG. 1892 DENUNZIERT VERHAFTET 30.12.1938 INHAFTIERT IN MEHREREN GEFÄNGNISSEN, KZ DEPORTIERT 1942 AUSCHWITZ ERMORDET 6.11.1942 | Marktplatz 38 · | Wolfgang Kroll wurde am 14. März 1892 in Teterino im heutigen Belarus geboren. Im Ersten Weltkrieg verschlug es ihn als Kriegsgefangenen nach Martinskirchen. 1919 trat Kroll zum katholischen Glauben über, wurde getauft und heiratete ein Jahr später. 1929 erwarb er ein Haus am Wurmannsquicker Marktplatz, richtete darin mit seiner Frau Maria ein Ladengeschäft ein und arbeitete als selbstständiger Spengler. Am 30. Dezember 1938 wurde er wegen eines „politischen Vergehens“ verhaftet. Als so genannter Halbjude wurde zunächst in Eggenfelden und ab 13. Februar 1939 im Gerichtsgefängnis Regensburg in Schutzhaft genommen. Am 17. März 1939 wurde er ins KZ Dachau überstellt. Nach Inhaftierung und Zwangsarbeit in verschiedenen Konzentrationslagern wurde er schließlich ins Vernichtungslager Auschwitz deportiert, wo er am 6. November 1942 sein Leben verlor. |

## Verlegung
Im Mai 2015 hatte der Marktgemeinderat von Wurmannsquick nach Rücksprache mit Angehörigen mehrheitlich beschlossen, zum Andenken an den im KZ-Auschwitz ermordeten Wolfgang Kroll einen Stolperstein zu setzen und dafür die Kosten zu übernehmen. Eineinhalb Jahre später, am 2. November 2016, verlegte Demnig den Stolperstein beim ehemaligen Anwesen der Familie Kroll am Marktplatz von Wurmannsquick. Anwesend waren unter anderem der Bürgermeister, der Altbürgermeister und der Antragsteller, Karl Prinz.